# Karl von den Steinen
Karl von den Steinen (Mülheim, 1855 - Kronberg im Taunus, 1929) est un médecin, philologue, explorateur et ethnologue allemand.

## Biographie
Il effectue un voyage autour du monde de 1879 à 1881 puis participe en 1882-1883 à la première expédition polaire internationale allemande en Géorgie du Sud.
En 1884 il effectue une expédition dans la région du Xingu au Brésil puis y revient en 1887-1888.
Il fait une expédition dans les iles Marquises en 1897-1898.

## Publications
- 1894 : Unter den Naturvölkern Zentral-Brasiliens. Reiseschilderungen und Ergebnisse der zweiten Schingú-Expedition 1887-1888, Geographische Verlagsbuchhandlung von Dietrich Reimer, Berlin
- 1886 : Durch Central-Brasilien: Expedition zur Erforschung des Schingú im J. 1884, Brockhaus, Leipzig (rééd. Fines Mundi, Saarbrücken, 2006)
- ? : Die Marquesaner und ihre Kunst: Studien über die Entwicklung primitiver Südseeornamentik nach eigenen Reiseergebnissen und dem Material der Museen, Reimer, Berlin (rééd. New-York, 1969 et Fines Mundi, Saarbrücken 2006)
- 1892 : Die Bakaïrí-Sprache: Wörterverzeichnis, Sätze, Sagen, Grammatik; mit Beiträgen zu einer Lautlehre der karaïbischen Grundsprache; Koehler, Leipzig
- 2005 : L'Art du tatouage aux îles Marquises, Édition Musée de Tahiti et des îles